# Minthostachys latifolia
Minthostachys latifolia là một loài thực vật có hoa trong họ Hoa môi. Loài này được Schmidt-Leb. mô tả khoa học đầu tiên năm 2008.